# Jacob Benzon
Jacob Benzon (31. oktober 1688 – 25. november 1775 i Århus) var en dansk gehejmeråd, statholder i Norge og overpræsident i København. Han var bror til Lars Benzon og Peder Benzon.
Han var søn af generalprokurør Niels Benzon (d. 1708). Jacob Benzon skal allerede være blevet hofjunker 1701, måske dog fejlagtig for 1711, hvis hofjunker ikke skal betyde page; i alle fald vides han 1704-06 at have været elev på Det ridderlige Akademi i København, hvorefter han formentlig har gjort en længere udenlandsrejse, på hvilken han synes at have besøgt Italien. 1715 blev han kammerjunker, 1721 assessor (dommer) i Hofretten, 1726 stiftamtmand i Trondhjems Stift og amtmand over Trondhjems Amt, 1730 etatsråd, 1731 Ridder af Dannebrog, 1735 stiftamtmand i Akershus Stift og amtmand over Akershus Amt, 1737 første deputeret i Kammerkollegiet og deputeret i General-Landøkonomi- og Kommercekollegiet, 1740 stiftamtmand i Århus Stift og amtmand over Stjernholm og Havreballegård Amter, 1744 gehejmeråd, 1747 overpræsident i København, 1750 gehejmekonferensråd og samme år vicestatholder i Norge, præses i Overhofretten og stiftamtmand i Akershus Stift, hvilken sidste post han 1763 afgav til amtmanden i Akershus Amt, Caspar Herman von Storm. 1763 udnævntes han til Ridder af Elefanten og 26. januar 1770 til virkelig statholder i Norge, fra hvilket embede han dog allerede årsdagen derefter blev fjernet under det struenseeske regimente, som det angives, på grund af alderdom, og han henlevede derpå sine sidste år i rolighed. Han afgik ved døden i Århus 25. november 1775 i ugift stand og "efterlod sig for sin Gudsfrygt og Retsindighed et berømmeligt Efterminde". Hans lig førtes til København og blev bisat i hans fædrenebegravelse i Holmens Kirke.
Han havde efterhånden ejet en mængde herregaarde som Aastrup, Aggersvold, Bjørnkær, Benzonsdal, som han atter solgte, Cathrinebjerg og Rugård og efterlod en betydelig rigdom, som han dog til dels ansås for at have samlet ved en gerrighed, der lidet sømmede sig for hans høje stand. Af hans efterladte store jordegods blev der ifølge hans testamente af 1766 oprettet to stamhuse for hans universalarvings, brodersønnen kammerherre Christian Benzons, descendenter (efterkommere) og efter disses eventuelle afgang for fjernere slægtninge. Efter en række forandringer og ombytninger var de ejet af hans familie i form af stamhuset Benzon og Det Tirsbækske Pengefideikommis indtil lensafløsningen.
Som norsk embedsmand gennem en lang årrække havde Benzon erhvervet både indsigt i og interesse for Norges specielle indre anliggender, hvilket selvfølgelig på mange måder gjorde sig gældende i hans embedsførelse, som også nød almindelig anerkendelse i Norge, hvor han i virkeligheden både var agtet og afholdt, hvad der fremgår af mange samtidige og efterfølgende vidnesbyrd. Dette har vel også været grunden til, at han beholdt sin vicestatholderpost i 1766, uagtet prins Carl af Hessen 4. juli udnævntes til statholder, en stilling, denne ikke engang kom til at tiltræde. Benzons afskedigelse vakte i sin tid megen opsigt og vistnok også sorg og misfornøjelse i Norge.